# Louis Eugène Bertier
Louis Eugène Bertier (* 17. Februar 1809 in Paris; † nach 1870) war ein französischer Porträt- und Genremaler des 19. Jahrhunderts.

## Leben
Bertier studierte an der École des Beaux-Arts und bei dem Künstler Louis Hersent. In den Jahren 1831 bis 1870 waren seine Werke regelmäßig in den Ausstellungen der Pariser Salons zu sehen. Er signierte seine Werke mit einer Kombination aus den Buchstaben BLE. Im Jahr 1845 wurde er mit einer Medaille 3. Klasse prämiert.

## Werke (Auswahl)
Genreszenen

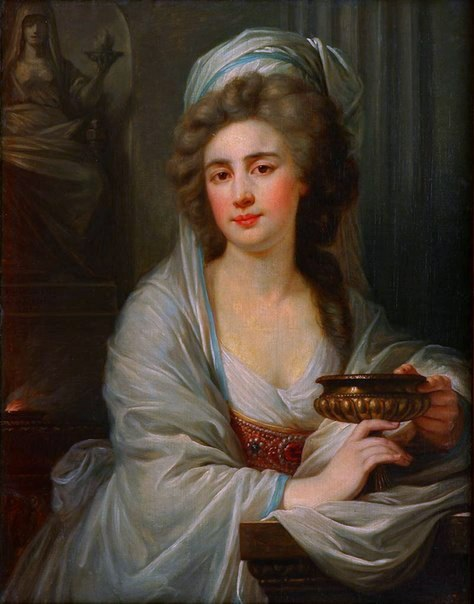
Porträt der Sofia Potocka-Witt (Zofia Potocka)

- 1831: Der Vikar von Wakefield (Szene aus Der Pfarrer von Wakefield von Oliver Goldsmith)
- 1833: Ein Wirtshaus
- 1838: Eine Zauberin
- 1841: Habt Mitleid mit einem armen Blinden
- 1844: Der verlorene Sohn
- 1848: Zigeunerin
- 1852: Versuchung des hl. Antonius
- 1869: Stilleben

Porträts
- Bildnis des österreichischen Malers Franz Ritter von Lampi (1783–1852) (Bleistiftzeichnung)[3]
- Porträt der Sofia Potocka-Witt